# Симеон Апаранци
Симеон Апаранци (арм. Սիմէօն Ապարանցի, ок. 1540—1614) — армянский историк, поэт и педагог XVI — начала XVII века.

## Биография и произведения
Родился в селе Апаранк гавара Мамртенк исторической провинции Мокк, к югу от озера Ван. После обучения в монастырской школе Хндракатар начал педагогическую деятельность: в Багеше, Карине и Ване преподавал философию, грамматику, богословие, историю, и т. д., прославившись как учитель и поэт. Был вардапетом.

Известен по своим историческим поэмам, посвящённым славному прошлому Армении. Значимость этих произведений не столько в художественной или исторической ценности, сколько в их патриотическом и нравоучительном характере: Апаранци стремился таким образом разбудить национальное самосознание армян и распространять идеи народно-освободительной борьбы. Особую известность получила «История домов Пахлавуни и Мамиконян» (арм. «Վիպասանութիւն սակս Պահլաւունեանցն զարմի եւ Մամիկոնեանցն սեռի», 1590 год). Эта объёмная поэма (ок. 2800 строк) была написана на основе исторических трудов Мовсеса Хоренаци, Себеоса, Гевонда, Лазаря Парпеци, и т. д. В общей сложности использованы около 20-и источников, некоторые из которых не сохранились, в результате чего поэма представляет интерес для источниковедения. Издана в 1870 году, в Вагаршапате.

С художественной точки зрения более ценны плачи Симеона Апаранци, которые значительно способствовали развитию этого жанра в Армении. Впервые в армянской поэзии плачи содержат оптимистические ноты. Среди плачей Апаранци примечательны
- «Плач о троне царя Трдата» (арм. «Ողբանք ի վերայ թախտին Տրդատայ թագավորին») — написан 1594 году в Гарни, где в прошлом располагалась летняя резиденция армянских царей[9]. Апаранци выражает боль при виде разрушенного дворца и размышлениях о неизбежной участи когда-то могучего царя[1], оплакивает прошлое величие Армении[10]. Он мысленно обращается к Месропу Маштоцу, призывая его поговорить с нами своим сладким голосом, ибо народ лишён его света[9]. Оставляет впечатление незаконченного произведения.
- «О взятии Тебриза» (арм. «Ի վերայ առման Թաւրիզոյ») — рассказывается о взятии Тебриза османскими войсками в 1585 году. Рассматривает победу турок как божий промысел, а проигравшие персы представлены как лисы, бегущие от льва. Апаранци выражает удовлетворённость тем, что персы получили те же страдания, что когда-то причинили Вардану Мамиконяну и его товарищам по оружию. Несмотря на невыносимое положение армян в это время, выражает уверенность, что весна скоро придёт[1]. Издан в 1870 году, в качестве приложения к «Истории домов Пахлавуни и Мамиконян».
- «Скорбный плач о Мецопе» (арм. «Ողբ ցաւագին ի վերայ Մեծոփոյ») — посвящён когда-то процветающему монастырю Мецопа, одному из крупнейших культурных центров средневековой Армении. Апаранци приравнивает Мецоп, как научно-образовательный центр, к Афинам, и выражает боль и сожаление, что монастырь был растоптан турками и курдами, которые превратили его в конюшню. Призывая армян оплакивать потерю Мецопа, одновременно выражает надежду, что с Божей помощью его деятельность будет возобновлена и она будет сиять ярче, чем раньше.
- «История св. Ншана Апарана» (арм. «Պատմութիւն Ապարանից Սուրբ Նշանին») — посвящена кресту и реликвиям монастыря св. Ншана в родной деревне автора. История этого монастыря была написана ещё Григором Нарекаци, сочинение которого Апаранци положил на стихи[1]. Издана в 1870 году, в качестве приложения к «Истории домов Пахлавуни и Мамиконян».

издания сочинений
Симеон Апаранци. История домов Пахлавуни и Мамиконян = Վիպասանութիւն սակս Պահլաւունեանցն զարմի եւ Մամիկոնեանցն սեռի. — Вагаршапат, 1870. — 162 с.
- История домов Пахлавуни и Мамиконян. — С. 1—128.
- История св. Ншана Апарана. — С. 129—157.
- О взятии Тебриза. — С. 158—162.

Симеон Апаранци. Стихотворения = Բանաստեղծություններ / сост. К. Сукиасян. — Ереван: изд-во АН АрмССР, 1976.